# Santoche
Santoche – miejscowość i dawna gmina we Francji, w regionie Burgundia-Franche-Comté, w departamencie Doubs. W 2013 roku populacja gminy wynosiła 86 mieszkańców. 
W dniu 1 stycznia 2017 roku z połączenia dwóch ówczesnych gmin – Clerval oraz Santoche – utworzono nową gminę Pays-de-Clerval. Siedzibą gminy została miejscowość Clerval. 